# Notre charge apostolique
Notre charge apostolique (hrvatski: Naše apostolsko poslanje) je 14. enciklika pape Pija X. Objavljena je 15. kolovoza 1910. godine. Glavna tema je o socijalističkim doktrinama pokreta "Le Sillon".
Ovom enciklikom je oštro osudio kriva shvaćanja katoličkog socijalnog nauka te politički i socijalni modernizam.

## Poveznice
- Pio X.
- Enciklike Pija X.

## Vanjske poveznice
- Notre charge apostolique, engleski tekst